# Hanton City
Hanton City est une ville fantôme américaine de l’ère coloniale située à Smithfield, dans le Rhode Island. Les restes de Hanton City se composent de plusieurs fondations de pierres, d’un site de sépulture et de murs de pierres.